# Hexacyrtis
Hexacyrtis é um género botânico pertencente à família Colchicaceae.
1. ↑  «Hexacyrtis — World Flora Online». www.worldfloraonline.org. Consultado em 19 de agosto de 2020